# Yolanda Arestegui
Yolanda Arestegui, que nació en Avilés (Asturias) en 1965, es una actriz española.

## Vida profesional
Tras estudiar en la Real Escuela Superior de Arte Dramático, Yolanda Arestegui ha dedicado gran parte de su vida profesional al teatro trabajando con directores como Gustavo Pérez Puig o Adolfo Marsillach.
En 1999 y 2000 interpretó a Doña Inés en Don Juan Tenorio, en la tradicional doble representación que se realiza en Alcalá de Henares anualmente los días 31 de octubre y 1 de noviembre.
En televisión se la ha podido ver representando a Elena en Casi perfectos junto a Emilio Aragón. Antes había presentado el magazín De par en par en Las mañanas de La 1 y colaboró episódicamente en series tan conocidas como Farmacia de guardia, 7 vidas, Calle nueva y Al salir de clase. Fue una de las protagonistas de la teleserie Ciudad Sur en Antena 3. También ha trabajado en episodios de las series, Fuera de control (2006), Supervillanos (2006), Aída (2006) y Cuenta atrás (2007). Posteriormente, prestó su voz al personaje de Ingrid en la serie de Cuatro Gominolas. En 2008-2010 interpretó el papel de Irene Espí en El internado. Últimamente ha trabajado en series como Bandolera.

## Trayectoria

### Teatro
- La dama del alba, de Alejandro Casona.
- La venganza de Don Mendo
- Cuatro corazones con freno y marcha atrás
- El acero de Madrid (1995), de Lope de Vega.
- Traidor, inconfeso y mártir (1993)[1]
- Tres sombreros de copa (1992)[2]
- Don Gil de las calzas verdes
- La vida es sueño
- Don Juan en Alcalá (1999, 2000, 2014 y 2015)
- La Dama Duende
- Descalzos por el parque de Neil Simon
- Música cercana de Buero Vallejo.
- Historia de una escalera de Buero Vallejo.
- Sé infiel y no mires con quién
- Levante (2021)

### Televisión
| Año         | Título                   | Personaje                | Capítulos |
| ----------- | ------------------------ | ------------------------ | --------- |
| 1989        | Primera Función          | Adela                    | 1         |
| 2000        | 7 vidas                  | Sonia                    | 2         |
| 2000        | Calle Nueva              | Andrea                   |           |
| 2001        | Ciudad Sur               | Bea                      | 40        |
| 2001        | Al salir de clase        | Begoña                   | 147       |
| 2002        | El comisario             |                          | 1         |
| 2004 - 2005 | Casi perfectos           | Elena                    | 16        |
| 2006        | Fuera de control         | Ana                      | 2         |
| 2006        | Supervillanos            | Suna                     |           |
| 2006        | Aída                     | Cecilia                  | 1         |
| 2007        | Cuenta atrás             | Isabel                   | 1         |
| 2007        | Gominolas                | Ingrid (voz)             | 7         |
| 2008 - 2010 | El internado             | Irene Espí/ Sandra Pazos | 33        |
| 2011        | La curva de la felicidad | Carmen                   |           |
| 2012 - 2013 | Bandolera                | Carlota                  | 28        |
| 2015        | La española inglesa      |                          |           |
| 2024        | Sueños de libertad       | Mercedes/Eugenia         | 29        |

### Cine
| Año  | Título              | Personaje |
| ---- | ------------------- | --------- |
| 2009 | No estás sola, Sara | Luisa     |

- Datos: Q6170205